# Prahova
Prahova är ett län (județ) i Rumänien med 799 012 invånare (2018). Det har 2 municipii, 12 städer och 89 kommuner. Samma namn finns på en flod i området.

## Municipii
- Ploiești
- Câmpina

## Städer
- Azuga
- Băicoi
- Boldești-Scăeni
- Breaza
- Bușteni
- Comarnic
- Mizil
- Plopeni
- Sinaia
- Slǎnic
- Urlați
- Vălenii de Munte

## Kommuner
| - Adunați - Albești-Paleologu - Aluniș - Apostolache - Ariceștii Rahtivani - Ariceștii Zeletin - Baba Ana - Balta Doamnei - Bălțești - Bănești - Bărcănești - Bătrâni - Berceni - Bertea | - Blejoi - Boldești-Grădiștea - Brazi - Brebu - Bucov - Călugăreni - Cărbunești - Ceptura - Cerașu - Chiojdeanca - Ciorani - Cocorăștii Mislii - Cocorăștii Colț - Colceag | - Cornu - Cosminele - Drăgănești - Drajna - Dumbrava - Dumbrăvești - Filipeștii de Pădure - Filipeștii de Târg - Fântânele - Florești - Fulga - Gherghița - Gorgota - Gornet | - Gornet-Cricov - Gura Vadului - Gura Vitioarei - Iordăcheanu - Izvoarele - Jugureni - Lapoș - Lipănești - Măgurele - Măgureni - Măneciu - Mănești - Olari - Păcureți | - Păulești - Plopu - Podenii Noi - Poiana Câmpina - Poienarii Burchii - Posești - Predeal-Sărari - Provița de Jos - Provița de Sus - Puchenii Mari - Râfov - Salcia - Sălciile - Scorțeni | - Secăria - Sângeru - Șirna - Șoimari - Șotrile - Starchiojd - Ștefești - Surani - Talea - Tătaru - Teișani - Telega - Tinosu - Târgșoru Vechi | - Tomșani - Vadu Săpat - Valea Călugărească - Valea Doftanei - Vărbilău - Vâlcănești |